# Liebfrauenkapelle (Widdern)

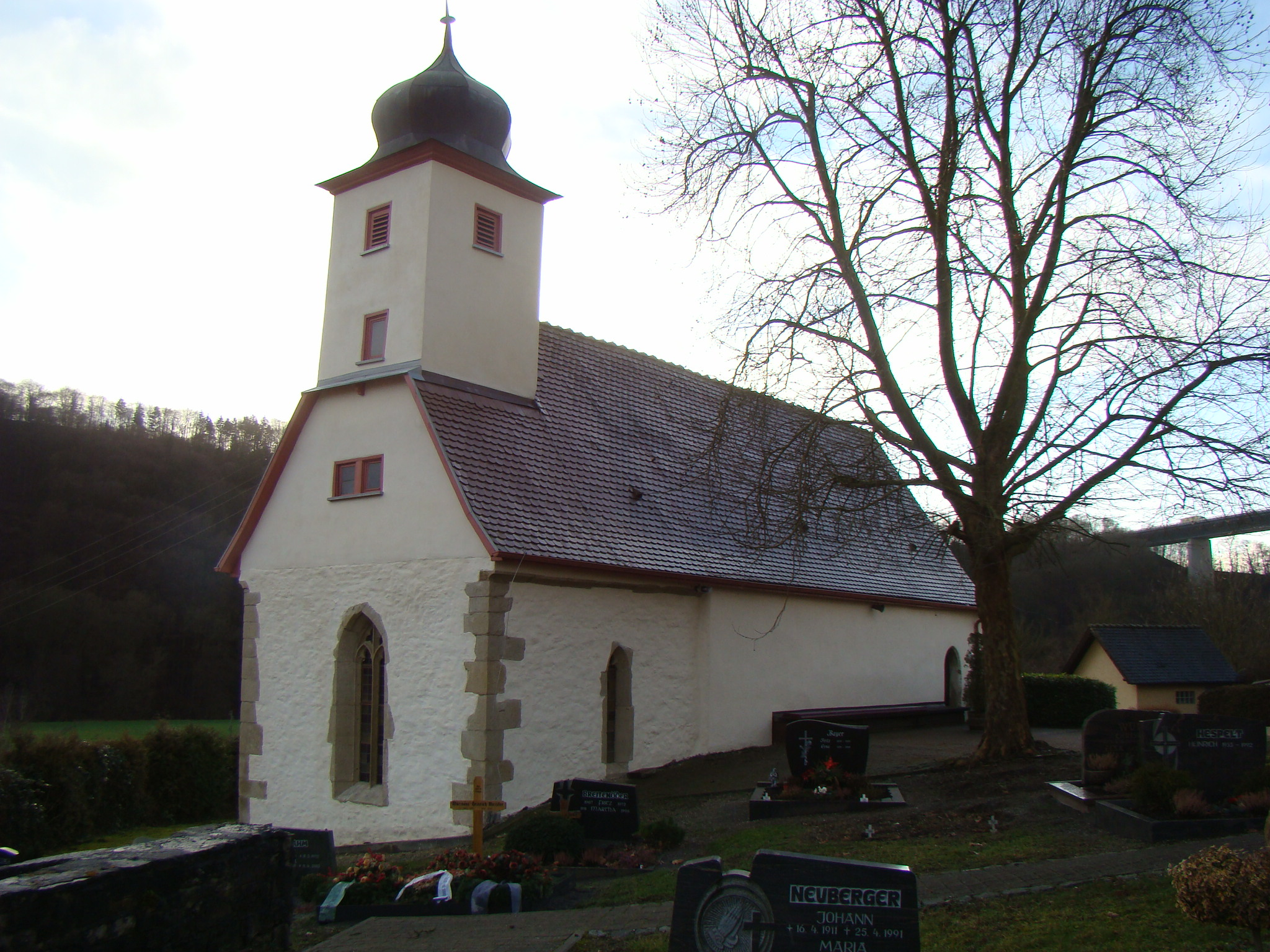
Liebfrauenkapelle in Widdern, Ansicht von Nordosten

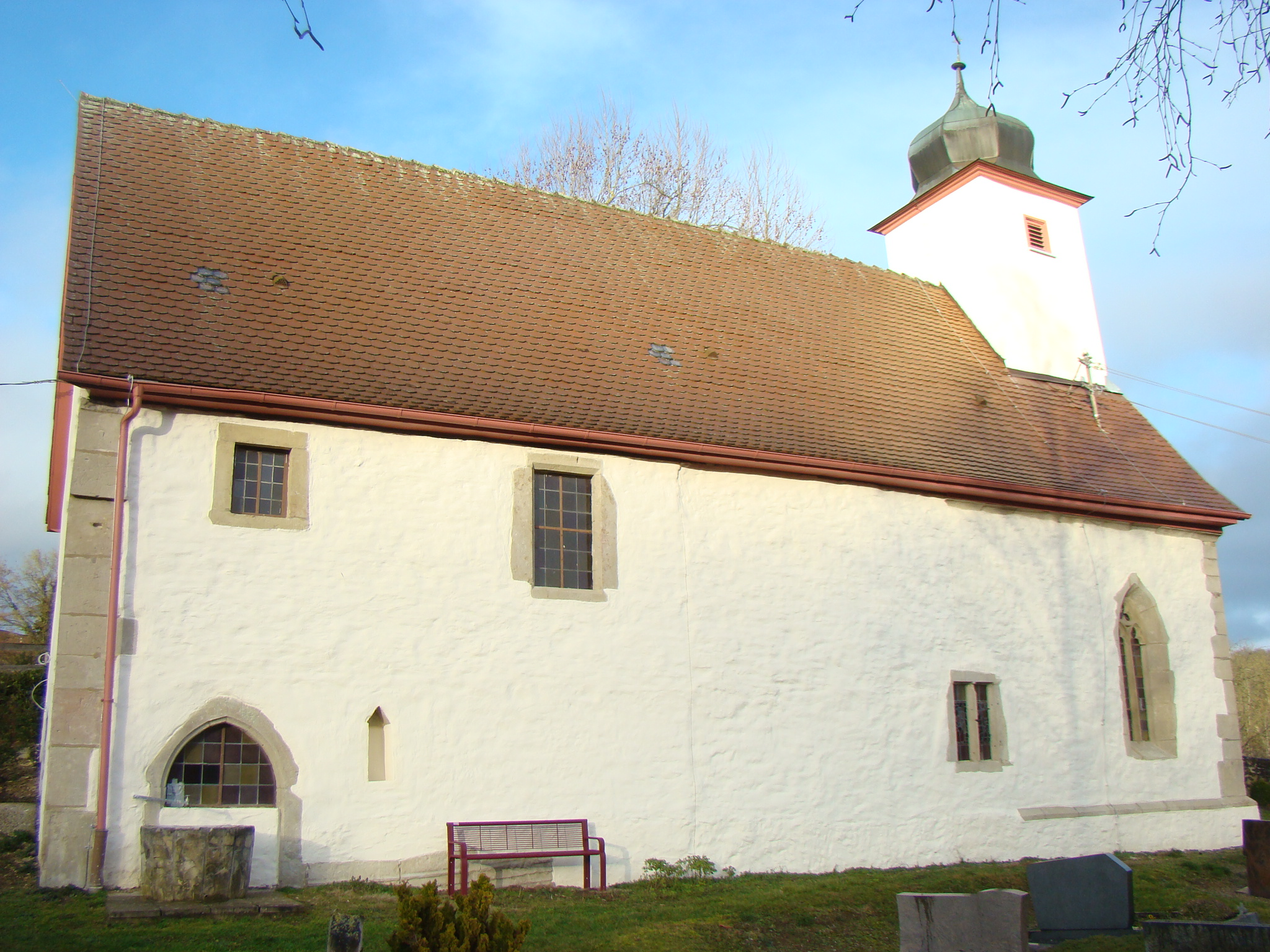
Ansicht von Süden

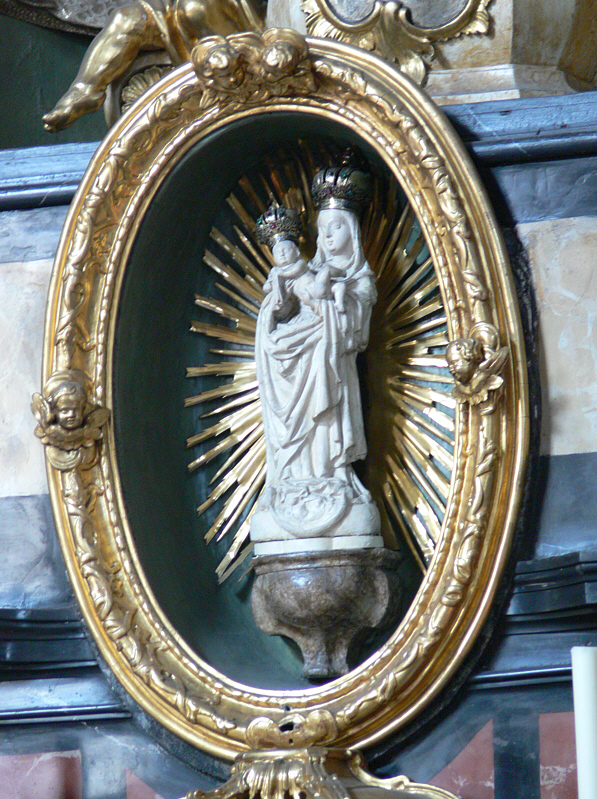
Widderner Madonna aus der Liebfrauenkapelle, heute in Bamberg

Die Liebfrauenkapelle in Widdern im Landkreis Heilbronn ist eine alte Wallfahrtskapelle auf dem Friedhof des Ortes.

## Geschichte
Die Kirche wurde in der zweiten Hälfte des 15. Jahrhunderts erstmals erwähnt, ist aber möglicherweise deutlich älter. Ihre Entstehung hängt eventuell mit der Auffindung einer Marienstatue zusammen, die einst in der Kapelle im Rahmen von Wallfahrten verehrt wurde.
Die Alabasterfigur stammt wohl aus der Mitte des 15. Jahrhunderts und soll gemäß der durch ein Widmungsbild von 1725 tradierten Legende bei der Ausrodung von Weinbergen an der heutigen Kapellsteige aufgefunden worden sein. Man wollte am gegenüberliegenden Jagstufer dann eine Kapelle errichten, aber das Baumaterial mit darauf schlafenden Bauleuten sei über Nacht von Engeln wieder über die Jagst zum Auffindungsort getragen worden. Die Kirche erhielt vom Papst „reichlichen Ablass“.
Im 16. Jahrhundert gab es in Widdern neben dem Pfarrer der Laurentiuskirche noch eine zweite Pfarrstelle, zu der die Kaplanei der Liebfrauenkapelle und eine dortige Pfründe gehörten. 1541 hatte die Pfründe ein zu geringes Einkommen zum Unterhalt eines eigenen Priesters.
Nach der Reformation geriet die Marienstatue wohl in Vergessenheit. 1617 hielt sich der kaiserliche Notar Caspar Neunhöfer (1564–1628) beruflich im Jagsttal auf, fand die zerbrochene Statue in Widdern und brachte sie nach Bamberg, wo sie seit 1625 in St. Martin aufbewahrt wird. Die Statue ging auch in Bamberg mehrmals zu Bruch, wurde jedoch stets wieder repariert. Eine Kopie der Widderner Madonna wird in einer Nische beim Würzburger Amtshaus in Widdern verwahrt. Eine weitere Kopie wurde in der katholischen Kirche St. Josef aufbewahrt, später jedoch durch eine größere Statue ersetzt.
Die Liebfrauenkapelle diente ab 1955 für einige Jahre als Gottesdienstort der katholischen Gemeinde, bevor diese 1966 in direkter Nachbarschaft zum Friedhof ihre eigene Kirche St. Josef erhielt.

## Ausstattung
In der Kapelle befinden sich vier historische Grabmale. Das älteste ist das einer Frau von Zyllnhardt von 1542, die weiteren Grabmale sind die des Pfarrers Peter Christian Alberti († 1762) und des Zyllnhardtschen Amtmanns Johann Ludwig Pfeiffer († 1746) und deren Frauen.
In der Kapelle befand sich einst eine Glocke von 1731, die Johann Leonhard Lösch gegossen hatte und die gemäß ihrer Inschrift dem Gedächtnis von Burkhart Hirsch geweiht war. Diese Glocke, die einen Durchmesser von 38 cm und ein Gewicht von 30 kg hatte, musste im Ersten Weltkrieg zu Rüstungszwecken abgeliefert werden. 1951 hat man (gleichzeitig mit der neuen Glocke auf dem Dörnle) eine Ersatzglocke aus Bronze bei der Glockengießerei Bachert in Kochendorf (Bad Friedrichshall) beschafft, die den Schlagton e‘‘ und einen Durchmesser von 62,5 cm hat. Sie trägt die Inschrift ICH WEISS, DASS MEIN ERLÖSER LEBT. Hiob 19,25 STADT WIDDERN - JAGST M.S.